# Henry Cele
Henry Mbongeni Cele (Durban, Unión Sudafricana, 30 de enero de 1949 o 20 de junio de 1941 – Durban, Sudáfrica, 2 de noviembre de 2007) fue un actor sudafricano principalmente conocido por su interpretación del rey guerrero zulú, Shaka, en la miniserie de televisión sudafricana Shaka Zulu (1986), así como en la película para televisión Shaka Zulu: The Citadel (2001) que se estrenó 15 años después.

## Biografía
Henry Cele nació en 1941 o 1949 en KwaMashu, un municipio a 12 kilómetros al norte de Durban, en lo que entonces era el dominio británico de la Unión Sudafricana. Como pertenecía al clan Ndosi (Bavela KwaMthetwa) o Magaye, muchas personas lo llamaban por ese nombre.
En la década de 1960, jugó como guardamenta para el club de fútbol  Ama-Zulu F.C en la antigua Liga de fútbol sudafricana (SASL), donde debido a su agilidad y a su fuerte complexión se ganó el apodo de «Black Cat». También jugó con el equipo de fútbol Lamontville Golden Arrows en Lamontville. En 1978 se retiró de la práctica del fútbol profesional y entrenó un club de fútbol profesional en Sudáfrica hasta su muerte. Los sábados jugaba para el Durity Football Club en la Commercial Football League en Durban.
Aunque por lo que es principalmente conocido es por su faceta de actor, actuando tanto en su Sudáfrica natal como en los Estados Unidos. Su carrera comenzó cuando fue seleccionado para interpretar el papel del guerrero zulú Shaka en la miniserie Shaka Zulu de 1986, dirigida por William C. Faure y escrita por Joshua Sinclair producida por la South African Broadcasting Corporation (SABC, Corporación de Radiodifusión Sudafricana) la empresa de radiotelevisión estatal de Sudáfrica. Cabe destacar que dio vida a este personaje después de interpretar el mismo papel en una producción teatral sudafricana. En 1987, interpretó nuevamente a Shaka en una película, también dirigida por Faure y protagonizada por Christopher Lee y Edward Fox.
Posteriormente apareció en numerosos papeles importantes en películas, series de televisión y obras de teatro tanto sudafricanas como internacionales, principalmente a finales de la década de 1980 y principios de la década de 1990, incluidas producciones como The Ghost and the Darkness (1996), Point of Impact (1993) y The Last Samurai (1990).

### Muerte
En sus últimos años de vida se vio obligado a mudarse de su residencia suburbana en Glenmore, al sur de Durban, y regresar a su ciudad natal en el municipio de KwaMashu, debido a que estaba desempleado, en la ruina y enfermo.
En octubre de 2007, Cale se quejó de un intenso dolor en el pecho por lo que fue ingresado en el Hospital St Augustine's en Durban donde fue diagnosticado de una infección en el pecho, por lo que permaneció dos semanas ingresado, hasta el 2 de noviembre de 2007 que murió. Su esposa Jenny, informó que en los últimos días antes de su muerte habían tenido que atarlo a la cama debido a que se mostraba muy agresivo con el personal médico que lo trataba. Por su parte su hija, Ruth, dijo a la prensa tras su muerte, que Cale estaba muy deprimido porque se encontraba en la ruina y olvidado por todo el mundo cuando más ayuda necesitaba.
Está enterrado en el cementerio Stellawood en el municipio metropolitano de Durban, en la provincia de KwaZulu-Natal en Sudáfrica.

## Familia
Henry Cele se casó con Tozi Duma con quien tuvo cuatro hijos, después de seis años de matrimonio se divorciaron. Después de divorciarse de su primera esposa se volvió a casar con la británica Jennifer «Jenny» Hollander, con la que estuvo casado diez años, hasta su muerte en 2007, aunque no tuvieron hijos.

## Premios
- SABC Golden Plumes concedido por la South African Broadcasting Corporation en 2006.[13]

## Filmografía
| Año                | Película                   | Papel             | Notas                         |
| ------------------ | -------------------------- | ----------------- | ----------------------------- |
| 1986-1989          | Shaka Zulu                 | Shaka             | Miniserie, 10 episodios       |
| 1987               | Shaka Zulu                 | Shaka             | Película                      |
| 1987               | Rage to Kill               | Wally Arn         |                               |
| 1988               | Blind Justice              | Kamisu            |                               |
| 1988               | Bush Shrink                | Catambilo         |                               |
| 1988               | Mercenary Fighters         | Jaunde            |                               |
| 1988               | Rage to Kill               | Wally Arn         |                               |
| 1989               | In the Name of Blood       | Capitán Ken Pheto |                               |
| 1989               | The Tangent Affair         | B.J. Rickson      |                               |
| 1990               | The Rutanga Tapes          | Samaani           |                               |
| 1990               | Schweitzer                 | Oganga            |                               |
| 1990               | Blind Justice              | Kamisu            |                               |
| 1990               | The Last Samurai           | General Zohani    |                               |
| 1991               | Curse III: Blood Sacrifice | Mletch            |                               |
| 1993               | Point of Impact            | Titus             |                               |
| 1993               | Sweating Bullets           | Mosoeu            | Episodio «Deal of a Lifetime» |
| 1994               | Ipi Tombi                  | Duke              |                               |
| 1996               | The Ghost and the Darkness | Mahina            | Película                      |
| 2001               | Shaka Zulu: The Citadel    | Shaka             | Telefilme                     |
| (Fuente: IMDb.com) |                            |                   |                               |